# Чень Шичжень
Чень Шичжень (陳師曾, 2 березня 1876 —17 вересня 1923) — китайський художник, літератор, критик часів падіння династії Цін та Китайської Республіки.

## Життєпис
Народився 1876 року у м. Фенхуань (провінція Хунань). Походив з родини чиновників та вчених, рано захопився малюванням. Здобув гарну освіту. Вже у 10 років складав вірші, займав каліграфією, живописом. З 1890 року проходив підготовку у майстрів Ху Патао, Ван Сяньє. У 1895 році разом з батьком перебирається до провінції Хубей. тут вивчає каліграфію у Фан Кентаня та Чжоу Тайлі. У 1900 році переїздить до Шанхаю, де вступає до французької школи, організованої Католицькою церквою. У 1902 році Чень разом із братом вирушив до Японії для подальшого навчання живопису. Поступає у токіо до інституту вільних мистецтв. Він залишився в Японії до 1910 року, коли до Китаю. Тут в університеті Наньтуна (провінція Цзянсу) викладав мистецтво. Чень зміг розгледіти низку талантовитих художників, зокррема Ці Байші, й сприяв їх подальшій їх кар'єрі. У 1913 році викладав у навчальних закладах провінції Хунань. У 1915 році перебирається до Пекіна. У 1918 році отримав запрошення як професор викладати у Пекінському університеті. Помер 17 вересня 1923 році під час нетривалого перебування у Нанкіні.

## Творчість
Хоча Чень не був сильно консервативною людиною — схвально ставився до експериментів у живописі та вивчення західного мистецтва — загалом знаходився на позиціях збереження цінностей традиційної китайської живопису. Його картини у жанрі «квіти і птахи» написані під впливом художників Чень Чуня і Сюй Вея, його пейзажний стиль походить від Шень Чжоу і Шитао. Разом з тим картини з фігурами людей були натхненні сучасним для Ченя життям і часто відображували вуличне життя. У всіх жанрах, він перетворював його старі стилі на нові й індивідуальні стиль з урахування часу й нових технік мистецтва. Його манера письма була сильною, але надзвичайно тонкою за рахунок використання текстурних мазків пензля. Типовими є картини «Пастораль Акіями», «Квіти», цикл ландшафтів, об'єднаних в альбом.
Чень був глибоко стурбований долею традиційного китайського мистецтва, він тісно співпрацював з японським істориком мистецтва Омурою Сейгай, сподіваючись зупинити хвилю модернізації, яка загрожувала старовинній традиції. Разом вони у 1922 році опублікували дослідження китайського живопису «художників-літераторів». У книгу включено два есе, зокрема й Чень Шичженя — «Значення живопису літераторів», в якому він стверджував, що моральні якості, стипендії, літературний талант, емоції були чотирма основними факторами живопису літераторів.